# Estación de Sant Joan Baptista
Sant Joan Baptista es una estación de la línea T5 del Trambesòs situada sobre la calle de la platja en San Adrián del Besós. Esta estación se inauguró el 5 de mayo de 2007 con la llegada de la T5, y desde el 15 de junio de 2008 también prestaba servicio la T6 hasta el 20 de febrero de 2012.
| << cabecera                 | < estación  | línea | estación >            | cabecera >> |
| --------------------------- | ----------- | ----- | --------------------- | ----------- |
| Ciutadella \| Vila Olímpica | La Catalana |       | Encants de Sant Adrià | Gorg        |

- Datos: Q8841780